# Atlantidae
Atlantidae is een familie van weekdieren uit de klasse van de Gastropoda (slakken).

## Geslachten
- Atlanta Lesueur, 1817
- Oxygyrus Benson, 1835
- Protatlanta Tesch, 1908